# Fukareksee
Der Fukareksee ist ein inzwischen mit der Ostsee verbundener Brackwassersee am Darßer Ort auf dem Gebiet der Gemeinde Born a. Darß im Landkreis Vorpommern-Rügen, Mecklenburg-Vorpommern.
Der längliche, nach Süden spitz zulaufende See hat eine ungefähre Fläche von 9,3 Hektar bei einer Länge von 780 Meter und einer maximalen Breite von 200 Meter. Er liegt in der Schutzzone I (Kernzone) des Nationalparks Vorpommersche Boddenlandschaft und ist nicht direkt zugänglich. Etwa 150 Meter entfernt von seinem Westufer befindet sich eine Aussichtsplattform, die an einem Rundwanderweg liegt.
Im Nationalpark-Info Nr. 6 wurde im September 1996 vorgeschlagen, den bis dahin namenlosen See zu Ehren von Franz Fukarek nach diesem zu benennen. Fukarek hat wesentliche naturkundliche Erkenntnisse zum Darß beigetragen.

## Entstehung
Durch Sandablagerung und Nehrungsbildung wurde in den 1980er-Jahren ein Teil der Ostsee abgetrennt, hinter einem schmalen Strandwall entstand ein neuer See. Ursprünglich hatte dieser an seinem Südende noch Verbindung zum Nothafen Darßer Ort, bevor auch diese Verbindung versandete. Im letzten Jahrzehnt entstand wieder ein Durchlass zur Ostsee, diesmal an seinem Nordende. Inzwischen ist der trennende Strandwall auf etwa zwei Dritteln seiner Länge abgetragen, sodass aus dem See wieder eine Meeresbucht geworden ist (Stand: 2013).
|  |